# Book of Shadows
Book of Shadows ist das erste Soloalbum des Heavy-Metal-Gitarristen Zakk Wylde. Es wurde im Juni 1995 aufgenommen und 1996 erstmals veröffentlicht.

## Entstehungsgeschichte
Das Album bildet den zeitlichen Übergang zwischen der Formation Pride & Glory, die sich 1995 aufgelöst hatte und Black Label Society, die Zakk mit einigen anderen Musikern 1998 gründet.
Auf diesem Album zeigt Wylde sich als Allround-Talent, da er nicht nur die akustischen und elektrischen Gitarrenparts liefert, sondern auch als Sänger, Mundharmonikaspieler und Pianist tätig ist. Zudem spielt er auf mehreren Liedern Banjo und sang, zusammen mit John Sambataro, auch den Backgroundgesang ein. Bei den Studioaufnahmen wird er von den beiden ehemaligen Mitgliedern von "Pride & Glory" James LoMenzo (Bass) und Joe Vitale (Schlagzeug) unterstützt.
Auf der dem Album folgenden Tour begleiten ihn Nick Catanese (Gitarre), Ian Mayo (Bass) und Brock Avery (Drums).
Book of Shadows unterscheidet sich deutlich von anderen Alben Zakk Wyldes; im Gegensatz zum eher dem Southern Rock zuzuordnenden Projekt Pride & Glory oder späteren Alben mit BLS, liegt der Schwerpunkt bei Book of Shadows eher auf Balladen, die sowohl Elemente des Blues als auch des Folks aufgreifen. Es ist das bis dato melodischste Werk Wyldes.

## Versionen
Am 20. September 1999 erschien eine von Spitfire Records neuaufgelegte Version, die um eine Bonus-CD mit den Liedern Evil Ways, The Color Green und Peddlers Death erweitert.

## Titelliste

### CD 1
1. Between Heaven and Hell – 3:21
2. Sold My Soul – 4:52
3. Road Back Home – 5:47
4. Way Beyond Empty – 5:24
5. Throwin’ It All Away – 5:48
6. What You’re Look’n For – 5:29
7. Dead As Yesterday – 2:50
8. Too Numb to Cry – 2:21
9. The Things You Do – 4:11
10. 1,000,000 Miles Away – 6:28
11. I Thank You Child – 4:42

### CD 2 (Bonus)
1. Evil Ways – 4:12
2. The Color Green – 3:05
3. Peddlers Death – 5:46